# ریزدانه ۱۶۶۱
سیارک ۱۶۶۱ (به انگلیسی: 1661 Granule، نامگذاری:A916FA) هزار و ششصد و شصت و یکمین سیارک کشف شده‌است که در ۳۱ مارس ۱۹۱۶ و در هایدلبرگ کشف شد.
قدر مطلق سیارک برابر ۱۳٫۳۰ است.